# Воронович, Александра Петровна
Александра Петровна Вороно́вич (укр. Олександра Петрівна Воронович; по мужу — Крамова; 1898—1985) — советская, российская и украинская актриса театра. Народная артистка СССР (1954).

## Биография
Родилась 7 (19) июля 1898 года (по другим источникам — 20 июля) в деревне Кунино (ныне — в Угличском районе, Ярославская область, Россия).
В 1918 году окончила театральную студию при Московском драматическом театре Суходольских (педагоги И. Н. Певцов и А. Г. Крамов) и осталась в труппе этого театра (закрыт в 1919 году). До 1933 года работала в труппах бывшего Театра Корша (с 1920 — «3-й театр РСФСР. Комедия», с 1925 — «Комедия (бывший Корш)») (1922—1925) и бывшего Театра Незлобина (с 1922 — «Театр актёра»).
В 1933 — 1962 годах — актриса Харьковского русского драматического театра (с 1949 — имени А. С. Пушкина).
Создавала на сцене образы исполненные драматизма, лиризма и большой эмоциональной силы.
Умерла 15 июля 1985 года в Москве (по другим источникам — в Харькове). Похоронена на 2-м городском кладбище Харькова.

### Семья
- муж — Александр Григорьевич Крамов (1884/85—1951), актёр, режиссёр театра, народный артист СССР (1944).

## Звания и награды
- заслуженная артистка УССР (1940)
- народная артистка УССР
- народная артистка СССР (1954)
- орден Трудового Красного Знамени (1978)
- орден «Знак Почёта»
- медали.

## Роли в театре
- «Дворянское гнездо» по И. С. Тургеневу — Лизавета Михайловна Калитина
- «Анна Каренина» по Л. Н. Толстому — Анна Аркадьевна Каренина
- «Таланты и поклонники» А. Н. Островского — Александра Николаевна Негина
- «Воскресение» по Л. Н. Толстому — Катюша Маслова
- «Семья» И. Ф. Попова — Мария Александровна Ульянова
- «Маскарад» М. Ю. Лермонтова — Нина Арбенина
- «Жди меня» К. М. Симонова — Лиза
- «Сон князя Святослава» И. Я. Франко — Предслава
- «Судьба поэта» С. Е. Голованивского — Ольга
- «Бесприданница» А. Н. Островского — Лариса Дмитриевна Огудалова
- «Последняя жертва» А. Н. Островского — Юлия Павловна Тугина
- «Дядя Ваня» А. П. Чехова — Елена Андреевна
- «Три сестры» А. П. Чехова — Ирина
- «Вишнёвый сад» А. П. Чехова — Варя